# Музей історії Козятина
Музе́й істо́рії мі́ста Козя́тина — історичний музей у місті Козятині, районному центрі Вінницької області; міськрайонний осередок просвітництва, культури й пошуково-краєзнавчої діяльності, що висвітлює історію від найдавніших часів до сьогодення, як Козятинщини, так і важливого залізничного вузла ПЗЗ міста Козятина. Музейний заклад міститься в одній з будівель історичної забудови Козятина, а саме у приміщенні колишньої земської пошти

## Історія музею
Відкрито у липні 2004 року в рамках відзначення чергової 130-ї річниці з часу присвоєння станції Козятин статусу містечка. Перше Рішення про створення музею датоване 18 вересням 1998 р. У 2000 р. Козятину присвоєно статус міста обласного значення, що значно покращило фінансування діяльності громади і можливість виділення приміщення. У 2002 р. призначено відповідальну особу за формування музейного фонду та організацію діяльності по ремонту приміщення і облаштуванню експозиції. 12 вересня 2005 р. постановою Кабінету Міністрів музейний фонд з музейними колекціями та предметами Музею історії міста Козятина внесено до реєстру державної власності, що належить до державної частини Музейного фонду України. Поступово музей розвивається, відкрито вже 4 виставкові експозиції, одна з котрих є постійно діючою. Музейний фонд нараховує понад 2000 тис. предметів основного та понад 2000 науково-допоміжного фонду. Щорічно проводить по 14-18 виставок відкриття, як в музеї, так і за його межами, бере участь у обласних святах, в тому числі і ставшому вже традиційним — обласному святі музейних міні-експозицій, де привертає увагу компетентного журі тематикою, сюжетною побудовою і важливістю представленого виставкому.